# Anogeissus dhofarica
Anogeissus dhofarica là một loài thực vật]] thuộc họ Combretaceae. Loài này có ở Oman và Yemen. Chúng hiện đang bị đe dọa vì mất môi trường sống.